# Роберт Ібаньєс
Роберт Ібаньєс Кастро (ісп. Roberto Ibáñez Castro; нар. 22 березня 1993, Валенсія, Іспанія) — іспанський футболіст, півзахисник клубу «Леванте».

## Клубна кар'єра
Ібаньєс — вихованець клубу «Валенсія» зі свого рідного міста. 2011 року Роберт почав виступати за молодіжні та юнацькі команди «кажанів». 29 серпня 2014 року в матчі проти Малаги він дебютував у Ла-Лізі, замінивши у другому таймі Соф'яна Фегулі. На початку 2015 року для набуття ігрової практики Ібаньєс на правах оренди перейшов до «Гранади». 18 січня в матчі проти «Атлетіко» (Мадрид) він дебютував за нову команду. 25 січня у поєдинку проти «Депортіво» (Ла-Коруньї) Роберт забив свій перший гол за «Гранаду».
Влітку 2016 року Ібаньєса орендував «Леганес». 1 жовтня в матчі проти свого колишнього клубу «Гранади» він дебютував за новий клуб. 21 листопада в поєдинку проти «Осасуни» Роберт забив свій перший гол за «Леганес».

## Статистика виступів за клуб
Станом на матч, що відбувся 7 січня 2018 року
| Клуб               | Сезон              | Ліга               | Ліга | Ліга | Кубок Іспанії з футболу | Кубок Іспанії з футболу | Інші | Інші | Загалом | Загалом |
| Клуб               | Сезон              | Дивізіон           | Ігри | Голи | Ігри                    | Голи                    | Ігри | Голи | Ігри    | Голи    |
| ------------------ | ------------------ | ------------------ | ---- | ---- | ----------------------- | ----------------------- | ---- | ---- | ------- | ------- |
| Валенсія Б         | 2011–12            | Сегунда Дивізіон Б | 23   | 3    | —                       | —                       | —    | —    | 23      | 3       |
| Валенсія Б         | 2012–13            | Сегунда Дивізіон Б | 15   | 0    | —                       | —                       | —    | —    | 15      | 0       |
| Валенсія Б         | 2013–14            | Сегунда Дивізіон Б | 35   | 5    | —                       | —                       | —    | —    | 35      | 5       |
| Валенсія Б         | 2014–15            | Сегунда Дивізіон Б | 2    | 1    | —                       | —                       | —    | —    | 2       | 1       |
| Валенсія Б         | Загалом            | Загалом            | 75   | 9    | —                       | —                       | —    | —    | 75      | 9       |
| Валенсія           | 2014–15            | Ла-Ліга            | 4    | 0    | 1                       | 0                       | —    | —    | 5       | 0       |
| Валенсія           | 2017–18            | Ла-Ліга            | 0    | 0    | 1                       | 1                       | —    | —    | 1       | 1       |
| Валенсія           | Загалом            | Загалом            | 4    | 0    | 2                       | 1                       | —    | —    | 6       | 1       |
| Гранада (оренда)   | 2014–15            | Ла-Ліга            | 17   | 5    | 0                       | 0                       | —    | —    | 17      | 5       |
| Гранада (оренда)   | 2015–16            | Ла-Ліга            | 18   | 0    | 2                       | 0                       | —    | —    | 20      | 0       |
| Гранада (оренда)   | Загалом            | Загалом            | 35   | 5    | 2                       | 0                       | —    | —    | 37      | 5       |
| Леганес (оренда)   | 2016–17            | Ла-Ліга            | 5    | 2    | 0                       | 0                       | —    | —    | 5       | 2       |
| Хетафе             | 2017–18            | Ла-Ліга            | 0    | 0    | —                       | —                       | —    | —    | 0       | 0       |
| Осасуна (оренда)   | 2017–18            | Сегунда Дивізіон   | 0    | 0    | —                       | —                       | —    | —    | 0       | 0       |
| Загалом за кар'єру | Загалом за кар'єру | Загалом за кар'єру | 119  | 16   | 4                       | 1                       | 0    | 0    | 123     | 17      |